# 馬丁斯堡 (愛荷華州)
馬丁斯堡（英語：Martinsburg）是一個位於美國愛荷華州基奧卡克縣的城市。

## 地理
馬丁斯堡的座標為41°10′42″N 92°15′05″W / 41.17833°N 92.25139°W，而該地的平均海拔高度為245米（即804英尺）。

## 人口
根據2010年美國人口普查的數據，馬丁斯堡的面積為0.98平方千米，當中陸地面積為0.98平方千米，而水域面積為0.00平方千米。當地共有人口112人，而人口密度為每平方千米114人。